# Saint-Chamarand
Saint-Chamarand là một xã thuộc tỉnh Lot tây nam Pháp. Xã có diện tích 13,09 km², dân số theo điều tra năm 1999 là 169 người. Khu vực này có độ cao trung bình 320 mét trên mực nước biển.
Sông Céou chảy theo hướng tây qua phía nam thị trấn.